# Flugplatz Bartholomä-Amalienhof

i7
i11
i13
Der Flugplatz Bartholomä-Amalienhof (ICAO-Code: EDPU) ist ein Sonderlandeplatz in unmittelbarer Nähe der Gemeinde Bartholomä in Baden-Württemberg. Er wird von der Akademischen Fliegergruppe Stuttgart betrieben und dient hauptsächlich dem Flugsport. Der Platz verfügt über eine 900 Meter lange und 30 Meter breite Graspiste und ist für Segelflugzeuge, Ultraleichtflugzeuge, Motorsegler, Motorflugzeuge und Helikopter mit einem Höchstabfluggewicht von bis zu zwei Tonnen sowie Ballone zugelassen. Des Weiteren kann hier Fallschirmspringen betrieben werden. Neben der Akademischen Fliegergruppe sind die Fliegergruppe Heubach und die Fliegergruppe Fellbach am Flugplatz ansässig.